# 绍尔沃什盖代
绍尔沃什盖代，是匈牙利诺格拉德州所辖的一个村。总面积9.99平方公里，总人口429，人口密度42.9人/平方公里（2011年1月1日）。